# Command & Conquer

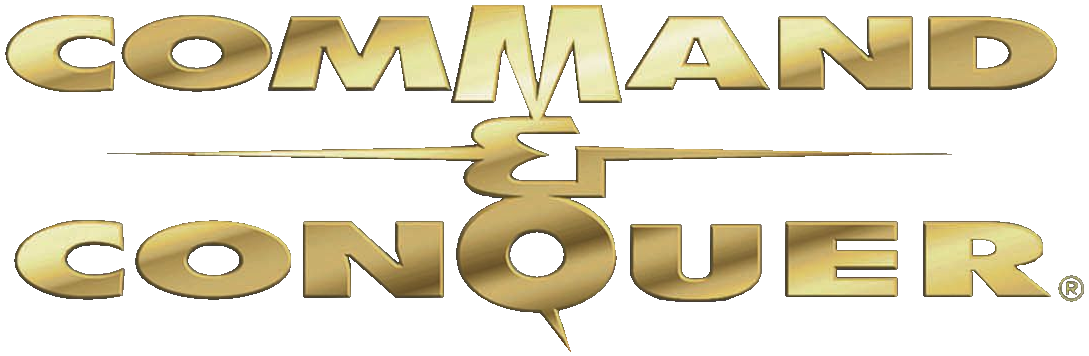
A logo da franquia Command & Conquer.

Command & Conquer é uma franquia de jogos eletrônicos do gênero de estratégia em tempo real desenvolvido pela Westwood Studios, uma das pioneiras dos jogos de RTS, lançados entre os anos de 1995 a 2020.

## Jogos
| Título                                 | Ano  | Plataforma                                                               | Expansões                                                      |
| -------------------------------------- | ---- | ------------------------------------------------------------------------ | -------------------------------------------------------------- |
| Command & Conquer                      | 1995 | MS-DOS, Microsoft Windows, Mac OS, Sega Saturn, PlayStation, Nintendo 64 | The Covert Operations (1996)                                   |
| Command & Conquer: Red Alert           | 1996 | MS-DOS, Microsoft Windows, PlayStation                                   | Counterstrike (1997), The Aftermath (1997), Retaliation (1998) |
| Command & Conquer: Tiberian Sun        | 1999 | Microsoft Windows                                                        | Firestorm (2000)                                               |
| Command & Conquer: Red Alert 2         | 2000 | Microsoft Windows                                                        | Yuri's Revenge (2001)                                          |
| Command & Conquer: Renegade            | 2002 | Microsoft Windows                                                        |                                                                |
| Command & Conquer: Generals            | 2003 | Microsoft Windows, Mac OS X                                              | Zero Hour (2003)                                               |
| Command & Conquer 3: Tiberium Wars     | 2007 | Microsoft Windows, Xbox 360, Mac OS X, J2ME                              | Kane's Wrath (2008)                                            |
| Command & Conquer: Red Alert 3         | 2008 | Microsoft Windows, Xbox 360, PlayStation 3, OS X                         | Uprising (2009)                                                |
| Command & Conquer 4: Tiberian Twilight | 2010 | Microsoft Windows                                                        |                                                                |
| Command & Conquer: Tiberium Alliances  | 2012 | Navegadores web                                                          |                                                                |
| Command & Conquer: Rivals              | 2018 | Android, iOS                                                             |                                                                |